# Androcrazia
Androcrazia è un termine che deriva dall'unione delle parole greche ἀνήρ ("uomo"), genitivo ἀνδρός andros, e κράτος kratos ("governo") e lo si intende come governo dei maschi. Si tratta di una forma di governo in cui i governanti sono uomini. Al di là del suo significato letterale, il termine include l'esercizio del potere maschile in generale non soltanto non condiviso con la donna, ma con questa quale soggetto subordinato. 

## Storia
Il termine, per quanto già implicato in quelli di paternalismo e di maschilismo, ha ricevuto la sua miglior legittimazione negli studi dell'antropologa Riane Eisler, considerata l'erede più notevole di Marija Gimbutas, che nel Novecento ha dato i maggiori contributi agli studi sui movimenti delle popolazioni e sulla costituzione di organizzazioni sociali, istituzioni e governi.
Riane Eisler sviluppa le proprie considerazioni a partire dal concetto che era già della Gimbutas di gilania (dal greco gyné = femmina + lyein/lyo = liberare, libera) a cui contrappone appunto androcrazia. La Eisler ha sviluppato il concetto di androcrazia in vari saggi in cui ha messo in evidenza come nelle società basate sulla violenza e sull'autoritarismo l'androcrazia ne sia diretta conseguenza, essendo il maschio propenso a imporre sia il paternalismo che l'autoritarismo.